# Comté de Young (Australie)
Pour les articles homonymes, voir Comté de Young.
Le comté de Young (en anglais : Young Shire) est une ancienne zone d'administration locale située dans l'État de Nouvelle-Galles du Sud, en Australie.

## Géographie
Le comté s'étendait sur 2 694 km2 dans les South West Slopes au sud-est de la Nouvelle-Galles du Sud.
Il comprenait la ville de Young et les villages de Bendick Murrell, Bribbaree, Koorawatha, Maimuru, Milvale, Monteagle, Murringo, Thuddungra et Wirrimah.

## Histoire
Le comté est créé le 1er juillet 1980 par la fusion de la municipalité de Young et du comté de Burrangong. Le 12 mai 2016, par décision du gouvernement de Nouvelle-Galles du Sud, il est supprimé et fusionné avec le conseil de Boorowa et le comté de Harden pour former le conseil des Hilltops.

## Démographie
En 2011, la population s'élevait à 12 236 habitants.